# Dedrádszéplak
Dedrádszéplak (románul: Goreni, németül: Ungarisch Zepling) falu Maros megyében, Erdélyben. Közigazgatásilag Bátos községhez tartozik.

## Fekvése
Szászrégentől 10 km-re északnyugatra fekszik, a Lúc bal partján, Maros megye északi részén.

## Története
Árpád-kori település. Nevét 1228-ban Sceplak néven említették először,
1319-ben p. Sceplak, 1333–1334-ben Petrus sacerdos de =, Scyplak, 1393-ban p. Sceplak, 1508-ban p. Zeplak, 1587-ben Zeplak, 1733-ban Széplak, 1808-ban Széplak h., Schöndorf g., 1861-ben Széplak, Scöndorf, 1913-ban Dedrádszéplak néven írták.
1217 után II. András a széplaki uradalmat a Gertrúd királyné megölésében részes Kacsics nemzetségbeli Simon bántól elkobozta, és 1228-ban Tomaj nemzetségbeli Dénes tárnokmesternek adta tartozékaival együtt (cum omnibus v-is, pr-is, libertinis, servis, ancillis), és határát is leíratta. Az uradalom felöleli Disznajó, Erdőszakál, Bátos, Széplak, Dedrád (németül Zepling = Széplak), Vajola, Monor, Kissajó és a mögöttes hegyvidék területét. A határjárásban szomszédos faluként Magyaró, Vécs, Lövér; határos birtokosként Dénes mester (régeni uradalom), Bana ispán (Szentesháza), István fia János, Imre (Újfalu), Kökényes (Ludvégfalva, Péntek) és Demeter (Paszmos) említették.
1319-ben a régeni uradalom része volt; ekkor Losonci Dénes fia Dénes fiainak osztozásakor Istvánnak jutott.
1333-ban neve szerepelt a pápai tizedjegyzékben is, mely szerint önálló római-katolikus plébánia volt. Később, a reformáció idején lakossága felvette a református vallást. Papja ekkor 6 régi báni pápai tizedet fizetett (Gy 3: 373). Birtokosai ekkor a Tomaj nemzetségbeli Bánffy, Losonczi; Galaczi, Széplaki Erdős, Kajtor, Szabó, Nagy és Kis, és Széplaki családok voltak.
1470-ben egy feljegyzés szerint Kopa Tamás malomhelyet kapott itt a Losoncziaktól, hogy malmot építsen a Lucz folyócskán.
1501-ben ugyancsak egy feljegyzés emlékezik meg arról, hogy Széplaki Kajtor Gergely vajdai ember a besztercei apácákat beiktatta.
1508-ban Újbudai Szabó Lázár Széplak egészbirtok nyolcadrészét 27 Ft-on zálogba adta Széplaki Kis Jánosnak és Búzai Bartos Györgyné: Jusztinának.
A reformáció idején lakossága felvette a református vallást. Temploma a középkorban épült, 1890-ben jelentős mértékben átalakították.
A trianoni békeszerződésig Kolozs vármegye Tekei járásához tartozott.

## Lakossága
1910-ben 693 lakosa volt, ebből 393 magyar, 292 román, 2 német, 6 cigány.
2002-ben 690 lakosából 363 román, 219 magyar, 108 cigány volt.